# Мэр Нью-Йорка
Мэр Нью-Йо́рка — глава исполнительной ветви власти (мэр города) правительства Нью-Йорка, избирается на четыре года не более двух сроков подряд.
Мэр руководит всеми городскими службами, полицией и противопожарной службой, муниципальной собственностью, большинством муниципальных организаций и контролирует соблюдение всех законов города и штата в Нью-Йорке.
Мэр назначает большинство официальных лиц, включая глав городских министерств.
Мэрия расположена в ратуше Нью-Йорка. В её юрисдикцию входят все пять боро Нью-Йорка: Манхэттен, Бруклин, Бронкс, Куинс и Статен-Айленд.
Бюджет мэрии Нью-Йорка является самым большим среди всех городов США и составляет 70 млрд долл. в год. В штате городских служб состоит 250 000 человек. Из бюджета города уходит около 21 млрд долл. на обучение примерно 1,1 миллиона студентов. В то же время в бюджет поступает 27 млрд долл. налогов и 14 млрд долл. от властей штата и Федерального правительства.

## История
Первым мэром Нью-Йорка стал Томас Уиллет, которого на эту должность в 1665 году назначил губернатор провинции Нью-Йорк Ричард Николс.
На протяжении последующих полутора столетий срок полномочий мэра ограничивался одним годом. Должность была невыборная — мэра назначал сначала колониальный губернатор, а впоследствии губернатор штата Нью-Йорк. В те годы власть мэра была сильно ограниченной, к тому же мэр входил в состав городского совета.
Однако, к XIX веку влияние этой должности значительно усилилось. Так, в 1820 году мэр стал избираться городским советом, а в 1830 году он получил право накладывать вето на решения совета, в который уже не входил.
В 1849 году срок полномочий был увеличен до двух лет. В 1905 году срок полномочий был вновь увеличен, на этот раз до четырёх лет, таким он остаётся и поныне.
На протяжении XIX века мэрами в основном становились предприниматели.
Полномочия мэра, на то время сильно ограниченные в вопросах финансирования, были значительно расширены за время правления Фьорелло Ла Гуардии в 1934—1945 годах.
В 1961 году мэр Нью-Йорка получил право утверждать капитальный бюджет, вносить изменения в операционный бюджет и реорганизовывать муниципальные управления. В 1975 году часть полномочий мэра касательно кадрового обеспечения и бюджетирования перешла к особым уполномоченным В 1989 году полномочия Комитета по бюджетированию были распределены между мэром и городским советом.
В октябре 2008 года городской совет Нью-Йорка проголосовал за увеличение максимально допустимого количества сроков полномочий мэра до трёх. Однако в 2010 году в Нью-Йорке был проведён референдум, на котором 76 % голосовавших высказалось за возвращение ограничения в два срока.